# Salomé Nyirarukundo
Salomé Nyirarukundo (ur. 20 grudnia 1997) – rwandyjska lekkoatletka specjalizująca się w biegach długich.

## Osiągnięcia
| Rok  | Impreza                     | Miejsce        | Konkurencja           | Pozycja     | Wynik    |
| ---- | --------------------------- | -------------- | --------------------- | ----------- | -------- |
| 2015 | Mistrzostwa Afryki juniorów | Addis Abeba    | bieg na 3000 metrów   | 4. miejsce  | 10:02,83 |
| 2016 | Mistrzostwa Afryki          | Durban         | bieg na 10 000 metrów | 4. miejsce  | 31:45,82 |
| 2016 | Mistrzostwa świata juniorów | Bydgoszcz      | bieg na 5000 metrów   | 13. miejsce | 15:57,38 |
| 2016 | Igrzyska olimpijskie        | Rio de Janeiro | bieg na 10 000 metrów | 27. miejsce | 32:07,80 |
| 2017 | Mistrzostwa świata          | Londyn         | bieg na 10 000 metrów | 25. miejsce | 32:45,95 |

## Rekordy życiowe
- bieg na 5000 metrów – 15:34,91 (2017) rekord Rwandy
- bieg na 10 000 metrów – 31:45,82 (2016) rekord Rwandy
- półmaraton – 1:08:48 (2018)